# Poloje
Poloje falu Horvátországban, Pozsega-Szlavónia megyében. Közigazgatásilag Pleterniceszentmiklóshoz tartozik.

## Fekvése
Pozsegától légvonalban 11, közúton 18 km-re délkeletre, községközpontjától 5 km-re délnyugatra, a Pozsegai-hegység keleti lejtőin, az Orljava jobb partján, a 49-es számú főút és a Nova Kapela – Pleternica vasútvonal mentén fekszik. 

## Története
A 20. század elején, 1900 körül keletkezett Kapronca határában a Nova Kapela – Pleternica út mentén mezőgazdasági majorként. Az 1918 utáni agrárreform során az itteni földek a helyi parasztok kezébe kerültek, akik közül néhányan házépítésbe kezdtek. 1900-ban 15, 1931-ben 25, 1950-ben már 57 lakosa volt. A lakosság többsége a környező falvakból, kis részük Likából érkezett. 1991-ben lakosságának 88%-a horvát, 5%-a szerb nemzetiségű volt. A településnek 2011-ben 87 lakosa volt. A Kovačević családnak ma is jól működő mezőgazdasági telepe működik itt.

## Lakossága
| Lakosság változása | Lakosság változása | Lakosság változása | Lakosság változása | Lakosság változása | Lakosság változása | Lakosság változása | Lakosság változása | Lakosság változása | Lakosság változása | Lakosság változása | Lakosság változása | Lakosság változása | Lakosság változása | Lakosság változása | Lakosság változása |
| ------------------ | ------------------ | ------------------ | ------------------ | ------------------ | ------------------ | ------------------ | ------------------ | ------------------ | ------------------ | ------------------ | ------------------ | ------------------ | ------------------ | ------------------ | ------------------ |
| 1857               | 1869               | 1880               | 1890               | 1900               | 1910               | 1921               | 1931               | 1948               | 1953               | 1961               | 1971               | 1981               | 1991               | 2001               | 2011               |
| 0                  | 0                  | 0                  | 0                  | 0                  | 0                  | 0                  | 0                  | 0                  | 0                  | 0                  | 0                  | 0                  | 74                 | 85                 | 87                 |

(1991-ig Kapronca (Požeška Koprivnica) része volt.)

## Nevezetességei
Római katolikus kápolnája.